# Mikael Birkkjær
Mikael Birkkjær (Copenhaguen, 14 de setembre de 1958) és un actor danès.
La seva carrera com a actor comença l'any 1985 amb els seus estudis en art dramàtic a la Skuespillerskolen al Odense Teater. Els seus papers més coneguts internacionalment són els de Phillip Christensen, el marit de Birgitte Nyborg a la sèrie de televisió danesa Borgen l i Inspector Ulrik Strange a la 2009 sèrie de televisió Forbrydelsen.

## Vida personal
Birkkjær va estar casat amb la també actriu Tammi Øst amb qui té dos fills, Rasmus i Andrea;.

## Filmografia
- Noi de små børn... (2004)
- Oh Happy day(2004)
- Springet (2005)
- The Escape (2009)
- Room 304 (2011)
- All Inclusive (2014)
- What We Become (2016)

### Sèries de televisió
- Een Colla strømer... (1987)
- Krøniken (2005)
- Sommer (2008)
- Forbrydelsen (2009) (marketed com L'Assassinat en anglès parlant països)
- Borgen (2010/2011)
- El Pont (2018)

### Pel·lícules de televisió
- En farlig mand (1987)
- Suplicaær, Lighed og Broderskab (1990)
- Boksning (1988)